# 今井啓雄
今井 啓雄（いまい ひろお、1967年 - ）は、日本の動物学者。京都大学ヒト行動進化研究センター教授。

## 略歴
長野県岡谷市出身。1986年長野県諏訪清陵高等学校卒業。1991年京都大学理学部卒業。1993年京都大学大学院理学研究科修士課程修了。日本学術振興会特別研究員 (DC1)。1996年京都大学大学院理学研究科博士後期課程修了。日本学術振興会特別研究員 (PD)。
1999年京都大学大学院理学研究科生物物理学教室助手。2005年京都大学霊長類研究所准教授。2018年同大学同研究所教授。2022年4月、京都大学ヒト行動進化研究センターゲノム進化分野教授。

## 受賞歴
- 日本比較生理生化学会吉田奨励賞 1998年
- 井上研究奨励賞 1998年